# Čechovy sady
Čechovy sady (Nederlands: Čechpark en Duits: Čech-Park) is een stadspark in de Moravische stad Olomouc in Tsjechië. De geschiedenis van de Čechovy sady gaat terug tot de jaren '30 van 19e eeuw, toen hier de zogenaamde Janské stromořadí (Bomenrij van Jan) is aangelegd op het schootsveld van de vesting Olomouc. Het park ligt ten westen van het historische stadscentrum. De Čechovy sady worden door de straat Havlíčkova (Havlíčekstraat) van de Smetanovy sady (Smetanapark) gescheiden, waarmee het wel via een loopbrug verbonden is. Samen met de parken Smetanovy sady en Bezručovy sady (Bezručpark) en de kleine parkjes Park pod dómem sv. Václava (Park onder de Sint-Wenceslauskathedraal), Park pod letním kinem (Park onder de Openluchtbioscoop) en Park Na střelnici (Park Bij de Schietbaan) vormen de Čechovy sady een groene ring rond het historische stadscentrum. Sinds 1998 zijn de Čechovy sady een cultureel monument (kulturní památka).